# Trường Đại học Lâm nghiệp
Trường Đại học Lâm nghiệp Việt Nam (tên giao dịch quốc tế: Vietnam National University of Forestry, viết tắt VNUF) là một trường đào tạo đa ngành bậc đại học và sau đại học ở Việt Nam. Trường trực thuộc Bộ Nông nghiệp và Môi trường

## Vị trí địa lý
Từ năm 1964 - 1984, Trường đặt tại khu sơ tán Đông Triều thuộc xã An Sinh, thành phố Đông Triều, tỉnh Quảng Ninh.
Năm 1985, Trường chuyển về đặt tại Xuân Mai, Chương Mỹ, Hà Nội. Trường nằm gần ngã ba giao nhau của quốc lộ 6A và 21A, trên một vùng bán sơn địa. Tọa độ địa lý của trường là: 20°50′ Bắc và 105°30′ Đông.
Trường gồm ba cơ sở: 
- Cơ sở chính tại thị trấn Xuân Mai, huyện Chương Mỹ, thành phố Hà Nội (Bao gồm trường Đai học Lâm nghiệp và trường THPT Lâm nghiệp).
- Phân hiệu trường đặt tại thị trấn Trảng Bom, huyện Trảng Bom, tỉnh Đồng Nai (Bao gồm Phân hiệu trường Đai học Lâm nghiệp và trường THPT Lâm nghiệp Đồng Nai).
- Phân hiệu trường đặt tại thành phố Pleiku, tỉnh Gia Lai .

## Lịch sử

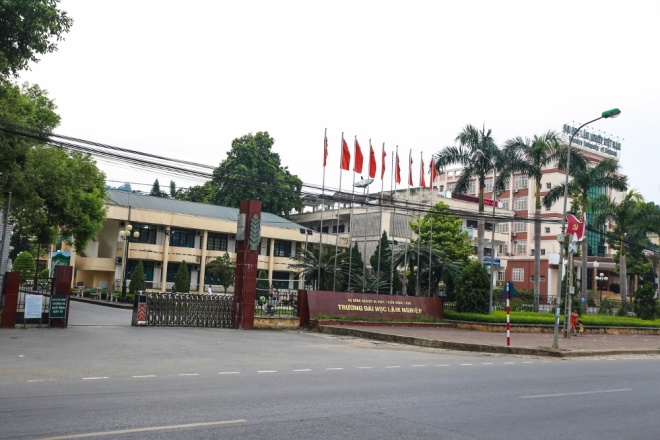
Cơ sở chính Trường Đại học Lâm nghiệp tại Xuân Mai, Hà Nội

- Trường được thành lập ngày 12 tháng 10 năm 1956 với tên gọi Đại học Nông Lâm rồi Học viện Nông Lâm (1958), trường gồm 2 khoa chủ chốt là Nông học và Lâm học.
- Theo Quyết định 127/CP ngày 19 tháng 8 năm 1964 của Thủ tướng Chính phủ, trường tách thành hai trường độc lập là: Đại học Nông nghiệp (nay là Học viện Nông nghiệp) và Đại học Lâm nghiệp. Trường Đại học Lâm nghiệp được thiết lập trên cơ sở khoa Lâm học và tổ cơ khí lâm nghiệp.
- Sau khi thành lập, trường đào tạo gồm ba ngành chính: Lâm nghiệp, Kinh tế và Công nghiệp rừng. Thời kỳ đầu do thành lập khi đất nước còn chiến tranh nên cơ sở ban đầu của trường đặt tại Đông Triều, Quảng Ninh.
- Từ tháng 5 năm 1985 trường chuyển về cơ sở tại Xuân Mai, Hà Nội, xây dựng và phát triển cho tới nay.
- Vào năm 1995 thực hiện chủ trương mở rộng đào tạo của Bộ Lâm nghiệp, trường mở rộng thêm quy mô đào tạo và các ngành nghề mới, với các khoa: Lâm học (tiền thân là khoa Lâm nghiệp), Quản lý tài nguyên rừng và môi trường (tiền thân là khoa Lâm nghiệp), Chế biến lâm sản (tiền thân là khoa Công nghiệp rừng), Công nghiệp phát triển nông thôn (tiền thân là khoa Công nghiệp rừng), Quản trị kinh doanh. Bộ Lâm nghiệp cũng quyết định và gọi tên trường là Đại học Lâm nghiệp Việt Nam.
- Năm 2008 trường thành lập cơ sở 2 tại thị trấn Trảng Bom, huyện Trảng Bom, tỉnh Đồng Nai, trên cơ sở sáp nhập trường Trung cấp dạy nghề Lâm nghiệp Đồng Nai.
- Ngày 1 tháng 12 năm 2015, ông Trần Văn Chứ, Hiệu trưởng nhà trường ký Thông báo số 2181/ĐHLN-CT&CTSV về việc sử dụng tên gọi chính trong tiếng Việt của trường là Đại học Lâm nghiệp[1].
- Ngày 5 tháng 10 năm 2016, Bộ Giáo dục và Đào tạo ra Quyết định số 4213/QĐ-BGDĐT về việc thành lập Phân hiệu Trường Đại học Lâm nghiệp tại tỉnh Đồng Nai.
- Năm 2018, Trường THPT Lâm nghiệp được thành lập nằm trong khuôn viên trường Đại học Lâm nghiệp.[3]
- Ngày 20 tháng 7 năm 2020, Bộ Giáo dục và Đào tạo ra Quyết định số 2020/QĐ-BGDĐT về việc thành lập Phân hiệu Trường Đại học Lâm nghiệp tại tỉnh Gia Lai[4].
- Ngày 17 tháng 5 năm 2021, UBND tỉnh Đồng Nai ra Quyết định số 1628/QĐ-UBND về việc thành lập Trường Trung học phổ thông Lâm nghiệp Đồng Nai[5], trụ sở nằm trong khuôn viên Phân hiệu Trường Đại học Lâm nghiệp tại Đồng Nai.

## Cơ sở vật chất

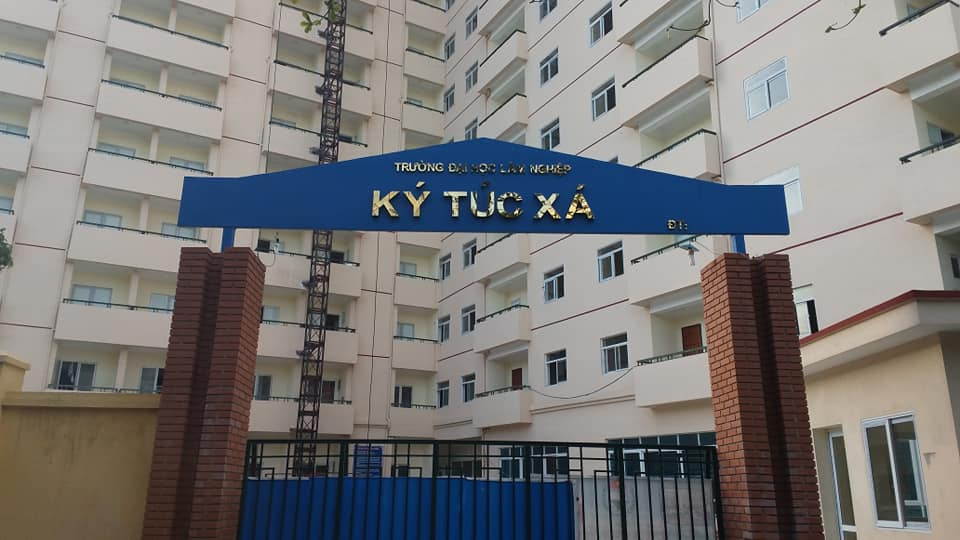
Khu ký túc xá của sinh viên Đại học Lâm nghiệp

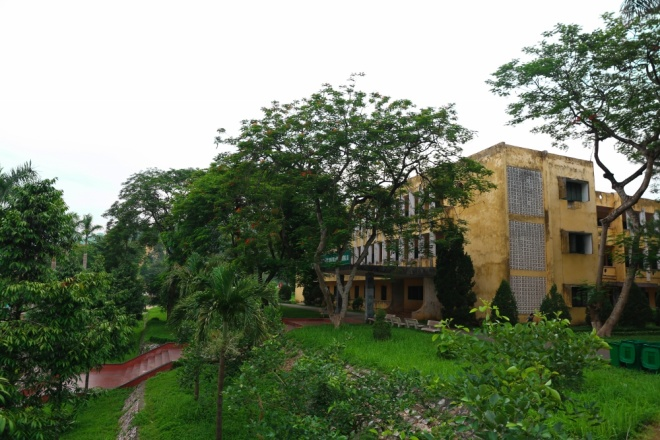
Khu Giảng đường G1 của Trường Đại học Lâm nghiệp

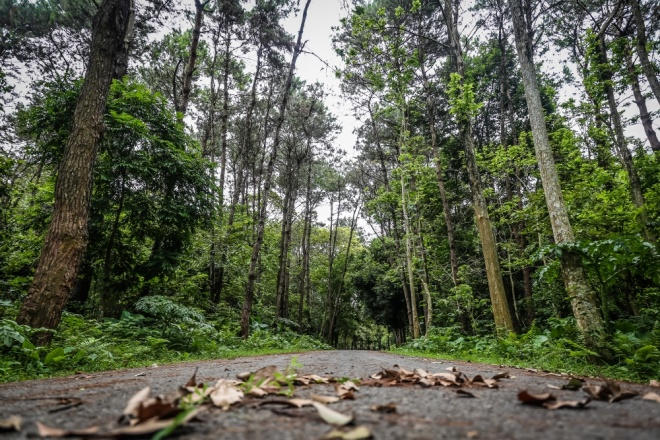
Vườn thực vật phục vụ công tác nghiên cứu học tập của sinh viên và tham quan của khách du lịch

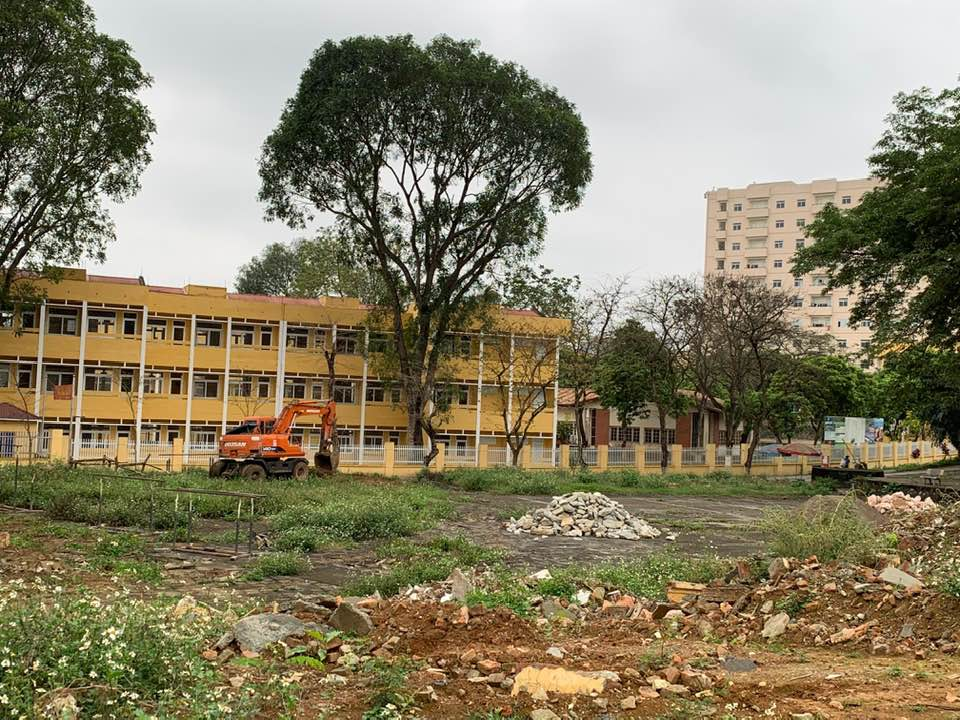
Khởi công xây dựng Quảng trường Sinh viên, công trình chào mừng 55 năm thành lập Trường Đại học Lâm nghiệp (1964 - 2019)

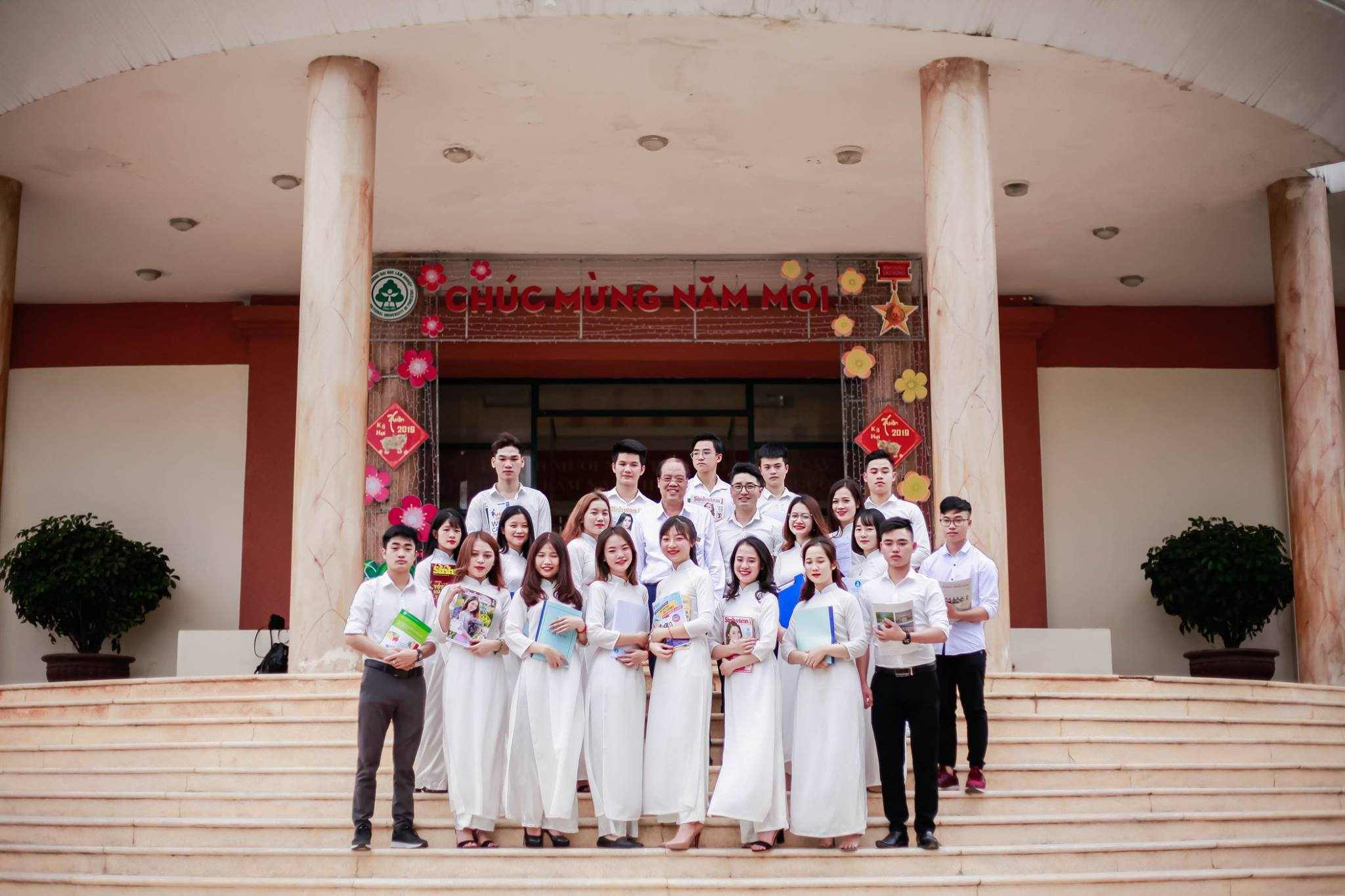
Hình ảnh thầy và trò Trường Đại học Lâm nghiệp

### Cơ sở chính
Trường quản lý khu vực diện tích hơn 500ha, bao gồm:
1. Khuôn viên trường: Có diện tích 27 ha gồm các khu chính sau:
  - Sáu tòa nhà giảng đường gồm 04 giảng đường cao tầng dành cho sinh viên học lý thuyết và 02 giảng đường lớn dành cho các cuộc hội thảo, chuyên đề khoa học.
  - Tám dãy nhà cao tầng dành cho các phòng thí nghiệm, thực hành, thực tập.
  - Một nhà bảo tàng mẫu vật động vật côn trùng rừng.
  - Hai trung tâm thông tin khoa học, thư viện Lưu trữ ngày 5 tháng 3 năm 2017 tại Wayback Machine (thư viện truyền thống và thư viện điện tử).
  - Khu phục vụ đào tạo gồm: khu nghiên cứu thực nghiệm giống cây rừng, trung tâm thực nghiệm công nghệ sinh học, trung tâm thực nghiệm công nghiệp rừng, nhà kính,...
  - Hội trường lớn G6 dành cho các hoạt động lớn.
  - Khu nhà hành chính gồm 4 dãy nhà cao tầng phục vụ các hoạt động hành chính, trong đó có 1 nhà 6 tầng.
  - Khu kí túc xá sinh viên gồm 13 dãy nhà cao từ 3 đến 4 tầng, và 1 dãy nhà 11 tầng (riêng kí túc xá cho sinh viên Lào có 2 tầng), đủ chỗ ăn ở sinh hoạt cho hơn 3000 sinh viên.
  - Khu nhà khách và kí túc xá dành cho sinh viên, học viên, nghiên cứu sinh ngoại quốc.
  - Khu vui chơi, giải trí dành cho sinh viên: 1 câu lạc bộ sinh viên; khu liên hợp thể thao gồm: 01 nhà thi đấu đa năng, 1 sân bóng đá cỏ nhân tạo, 2 sân thể dục thể thao đa năng, 2 bể bơi, 2 sân bóng chuyển, 4 phòng tập thể hình....
2. Khu rừng thực nghiệm: Có diện tích hơn 100 ha.
3. Khu rừng môi sinh: Có diện tích gần 400 ha.

### Phân hiệu tại Đồng Nai
- Phân hiệu của trường nằm ở xã Trảng Bom, tỉnh Đồng Nai.
- Phó Giám đốc, Phụ trách Phân hiệu: ông Nguyễn Sỹ Hà.

- Website: https://vnuf2.edu.vn

### Phân hiệu tại Gia Lai
- Phân hiệu của trường đặt tại tổ 4, phường Hội Phú, tỉnh Gia Lai.
- Phó Hiệu trưởng kiêm Giám đốc Phân hiệu: PGS.TS Bùi Thế Đồi.
- Website: http://www.vnuf3.edu.vn/ Lưu trữ ngày 12 tháng 5 năm 2021 tại Wayback Machine

## Logo của Nhà trường

Biểu tượng cũ của trường
Logo[6] hiện tại từ ngày 1 tháng 12 năm 2015